# Enlil
Enlil – sumersky i akkadsky, akkadsky také Ellil, řecky Illionos. Sumersko-akkadský bůh; druhý nejvyšší bůh. Vzhledem k tomu, že An (nejvyšší bůh) byl neaktivní, vystupoval Enlil prakticky jako nejvyšší bůh.
Enlil byl držitelem tabulek osudu, čímž osud určoval, tato funkce patřila z hlediska tehdejších představ k jedné z nejzákladnějších, neboť mohl určovat nejen osudy lidí a bohů, ale i neživých věcí. Dále byl pán větru, předsedal radě bohů. 
Jeho vystupování vůči lidem bylo často tvrdé, lze říci, že nepatřil k bohům, kteří měli lidi v přílišné lásce. Jeho tresty a názory často tlumila jeho žena Ninlil popřípadě Enki.
V Babylóně tyto funkce z velké části převzal bůh Marduk.

## Rodinné poměry
- Otec: An, jindy též Enki
- Matka: Ninki
- manželka: Ninlil
- Bratr: Enki
- děti: Iškur
  - Namtar (s Ereškigal)
  - Nanna – též Su’en (s Ninlil)
  - Nergal (s Ninlil)
  - Ningirsu
  - Ninurta
  - Ninazu (s Ninlil)
  - Enbilulu – (s Ninlil)

## Symboly
Jeho symbolem byla rohatá tiára, se kterou bývá zobrazován. Jeho posvátným číslem bylo číslo „50“, pravděpodobně proto dostal Marduk v eposu Enúma eliš (tento epos byl napsán jako zdůvodnění Enlilova sesazení z postu nejvyššího boha), právě padesát jmen. 

Za posla a rádce bývá zpravidla označován Nusku (někdy i jeho syn).

## Mýty
- Enlil a Ninlil – mýtus zachovaný v několika opisech o 154 řádcích. Ninlil byla mladá, matka ji radila, ať nechodí na jedno místo k řece, aby ji Enlil neoplodnil a neutekl, ona tam chodí Enlil se jí po kratší zápletce znásilní a poté ji opustí. Mezitím je padesáti bohy prohlášen za nečistého (pravděpodobně za znásilnění Ninlil) a musí (pravděpodobně) odejít do podsvětí (není tak úplně jasné, co tam měl dělat). Ninlil ho šla hledat, nejprve se zapírá, ale když zjistí, že je s ním těhotná milují se znovu a zplodí Nergala, jelikož Enlil jde do podsvětí, opět Ninlil opouští a Ninlil jde za ním, cestou se různě setkávají a zplodí ještě Ninzua a Enbilula. Tím, že ho Ninlil následovala až do podsvětí je očištěn a může se i s těhotnou Ninlil (těhotná je tak, že později porodí pouze boha Nanna) vrátit zpět. Bozi Ninzu, Enbilulu a Nergal jsou stvořeni, aby se mohli (těhotná Ninlil a Enlil) vrátit zpět. Ninzu, Enbilulu a Nergal zůstávají v podsvětí (většinou).
- Zpěv o motyce – zde je Enlil považován za organizátora světa a člověka
- Epos o Atrachasísovi – Enlil chce vyhubit lidstvo nejprve morem a poté (když to morem nevyjde) potopou
- Epos o Gilgamešovi – zde odsoudil Enkidua k smrti[4]
- Enlil a Sud – zachovaný v několika opisech, obsahuje 175 řádků.